# 拉斯托費爾冰川
71°50′S 167°6′E / 71.833°S 167.100°E
拉斯托費爾冰川（英語：Rastorfer Glacier）是南極洲的冰川，從發源地阿德默勒爾蒂山脈向南面流，最終在霍姆蘭山脈以東注入塔克冰川上游，該冰川以美國南極研究團隊的生物學家命名。